# Cymodoce meridionalis
Cymodoce meridionalis là một loài chân đều trong họ Sphaeromatidae. Loài này được Richardson miêu tả khoa học năm 1906.